# 流流社
流流社位於今宜蘭縣五結鄉季新村。為蘭陽平原現今噶瑪蘭族三十六社之中，文化、認同與地形保存相對較完整的部落。

## 簡介
流流社舊稱為留留社，「流流」一詞由來雖然現已無法得知真正語彙含意，但曾留有族人以「沙丘之地」或「水流經之地」等解釋，說明其早期的樣貌河流上的一座沙丘小島，與四周包覆刺竹林的地形，形成了一個當時漢人無法輕易侵犯的大自然堡壘。

## 生活型態
早期流流社的噶瑪蘭人，擅長水路運輸，主要倚靠農耕和漁獲維生，據當地耆老口述: 「在傍晚時分，會有加禮宛社和流流社的族人出外捕魚歸來，站在流流社裡瞭望台的族人會吹起跟人頭顱一樣大小的海螺，當作號角，村裡的族人都會跟前往海邊一起幫忙收起當天的漁獲，也說明了，在漢人如潮水湧入蘭陽平原的那個年代，流流社鄰近部落、或同為冬山河領域部落的噶瑪蘭人，在生活、婚姻上，有密切的交流。」

## 無法恢復原住民身分的噶瑪蘭族人
2002年12月25日，行政院長游錫堃宣布噶瑪蘭族為台灣原住民族第十一族，也將噶瑪蘭族人同時劃分為兩種不同的命運。發起正名運動與文化復興的新社部落等花東地區的族人，多數族人在政府政策下，與撒奇萊雅族早在正名前同樣被歸納為阿美族，在官方認定前即具有原住民身分。而少部分花東地區族人、以及宜蘭所有族人，由於未在國民政府開放平埔族登記為平地山胞的期間登記其身分，按照當前原住民身分法的規定，亦無法再次開放登記其原住民身分，造成正名十幾年之後，宜蘭地區仍未有族人能恢復原住民身分。

## 噶瑪蘭族近代事件
1987年5月1日，花蓮新社族人偕萬來到宜蘭縣立文化中心查訪，引起宜蘭學界關注。
1987年11月23日，新社部落到台北參加豐濱之夜，公開宣稱噶瑪蘭族身分，要求政府承認為官方原住民族。
1994年4月10日，偕萬來女婿楊功明向總統遞交噶瑪蘭族積極爭取為第10族。
2002年8月9日，總統陳水扁參加新社部落豐年祭，宣布噶瑪蘭族將成為台灣原住民族第11族。
2002年12月25日，行政院長游錫堃宣布噶瑪蘭族為台灣原住民族第11族(僅邵族之後正名)。
2016年9月10日，宜花東噶瑪蘭族各地區代表族人，會面縣長林聰賢，並提出「即刻修法，還我族群身分」訴求，希望縣長允諾代為向中央反映，建請修法解套。
2017年11月9日，噶瑪蘭族復名運動30周年，由宜蘭縣史館主要策畫相關活動與論壇，宜花東族人相聚。

## 相關連結
- 〈北部〉噶瑪蘭人未正名 宜花東代表促修法 （页面存档备份，存于）
- 申請日據謄本 50名平埔族尋根 （页面存档备份，存于）
- 復名運動30年 宜花噶瑪蘭人相聚 （页面存档备份，存于）
- 噶瑪蘭族復名18年 宜蘭至今竟無人成功取回原民身分 （页面存档备份，存于）
- 別再「九族」了  原住民現在有幾族？
- 即使不是原住民，只要認同我們，就一起來幫我們開花結果吧 （页面存档备份，存于）
- 影／復名好難 宜花噶瑪蘭人向政府喊話恢復原住民身分 （页面存档备份，存于）